# Maison du 20 rue Sadi-Carnot à Pont-Audemer
La maison du 20 rue Sadi-Carnot est un monument de la ville de Pont-Audemer dans l'Eure.

## Localisation
La maison est située 20 rue Sadi-Carnot à Pont-Audemer.

## Histoire
L'édifice est daté du XVIe siècle.
La maison est inscrite au titre des monuments historiques depuis le 1er mai 1933.